# いぬやしき
『いぬやしき』は、奥浩哉による日本の漫画。
講談社の漫画雑誌『イブニング』にて、2014年4号（2014年1月28日発売）から2017年16号まで連載された。全85話で、2015年4月22日発売の『週刊少年マガジン』第21・22合併号には、作者初の少年誌掲載となる出張掲載もされている。
単行本は全10巻が出版され、第9巻は週刊少年マガジンに掲載された読み切りがフルカラーで収録された特装版が発売されている。2018年4月時点で累計発行部数は310万部を記録している。
2017年にアニメ化され10月から12月まで全11話が放送され、2018年4月には実写映画化され劇場公開された。
宇宙人の手によって機械の身体となった初老の男性と高校生の活躍や苦悩、救済される人々や殺害される人々を描く。

## あらすじ

### 私は機械編
現代の日本。老人のような外見の冴えないサラリーマン・犬屋敷壱郎は、会社や家庭からも疎外された生活を送っており、ようやく購入した一戸建てすらも家族の歓心を得ることができなかった。追い打ちをかけるように胃ガンだと診断され、余命3か月を宣告される。
ガンのことを家族に打ち明けるタイミングが見つからず、打ち明けたとして家族が悲しんでくれるか思い悩む犬屋敷は、犬の散歩中に、高校生・獅子神皓と共に、非常に小さな宇宙人による事故に巻き込まれ死亡してしまう。事故を隠蔽したい宇宙人によって、犬屋敷と獅子神は生前の記憶や精神を持った「機械の身体」となって蘇る。
日常における肉体との相違から、身体が機械となり本当の自分は死んだことを自覚した犬屋敷は、人でもなく犬屋敷壱郎でもない自分の存在意義を問い始める。そんな折、少年たちからリンチされているホームレスを助けて感謝されたことをきっかけとして、人助けに存在意義を見出すようになる。

### 慟哭の獅子神編
犬屋敷と同じく機械の身体となったことを自覚した獅子神は、イジメを受け引きこもりとなっていた幼馴染・安堂直行に自らの能力を披露し、再び登校するよう説得する。獅子神は母親や親友には有用に能力を使う一方で、生を実感するために民家に押し入っては無差別殺人を繰り返していた。
一方、「生物の命を助けることもできる」ことに気付いた犬屋敷は、現代医療では助からない重病人の治癒も始め、ますますその能力を他人のために使おうと考える。無差別殺人事件が獅子神の犯行であることに気づいた安堂は、もう一人の能力者である犬屋敷と出会い、共に獅子神を止めようと行動を起こす。
末期ガンの母親を治したことをキッカケに「もう殺人はしない」と決めた直後、無差別殺人の犯人として警察に踏み込まれて逃亡の身となった獅子神は、彼に想いを寄せ無実を信じるクラスメイトの渡辺しおんに匿われる。マスコミに取り囲まれて謝罪する母親がその晩に自殺したことから、父親の自宅に殺到したマスコミを惨殺。さらに、マスコミに自宅の個人情報を送ったニート男や、炎上させていた匿名掲示板の住人たちを遠隔殺害していく。
しおんに説得され、能力を人助けに使い始める獅子神だったが、特殊部隊の突入でしおんと彼女の祖母が銃撃されたのをきっかけに、再び逃亡生活となる。警察署を襲撃して殺戮した獅子神は、駆けつけた特殊部隊をも自動迎撃モードで壊滅させる。その後、日本に対して「宣戦布告」を宣言した獅子神は、新宿で無差別殺人を開始する。

### 宣戦布告編
獅子神は多数の旅客機を街に墜落させ、日本への攻撃を開始。それを止めようとした犬屋敷と獅子神によって、都内上空で激しい攻防が繰り広げられ、やがて獅子神のエネルギー切れの隙を突いて犬屋敷が勝利する。引き続き犬屋敷は、火災事故に巻き込まれていた娘・麻理の救出へ向かい、さらに大勢の人々を救出する。犬屋敷の姿はテレビやインターネットで公開され、その存在が日本中に知れ渡る。
翌朝、自宅に帰った犬屋敷は「機械の身体」であることを家族に明かした。本当の自分は死んで、ここにいる自分は偽物かもしれないと告げ、家から去ろうとする犬屋敷だったが、妻・万理江や麻理が受け入れてくれたことで涙ながらに喜ぶ。当初は困惑していた息子・剛史も後に受け入れ和解し、犬屋敷は大切な家族として扱われるようになった幸せな生活を過ごす。
一方、獅子神は後頭部と両腕を失った状態で、安堂の前に姿を現す。獅子神は再会の理由を説明するが、安堂に全く信用してもらえず、安堂との友情が無くなったことを実感する。また、しおんに会うこともできず孤独となる。

### 誰が為に編
家族団欒の日々を送る犬屋敷であったが、以前から危惧されていた「巨大隕石が地球に衝突する」というニュースが流れる。自身の能力で出来ることはないかと諦めきれない犬屋敷は、引き留める家族や安堂を諭し、一人で隕石の破壊へ向かう。
犬屋敷は能力を使って様々な手段を試すが、隕石は破壊することも軌道を変えることもできない。そこへ獅子神が現れ、自分にも死んでほしくない人間がいることを打ち明け、巨大隕石を破壊できる方法を提案する。2人の自爆によって巨大隕石は破壊され、地球の危機は免れた。混乱は収まり平穏になった地球で、人々は再びそれぞれの日常を生き続ける。

## 登場人物
声の項はテレビアニメ版のもの。演の項は実写映画版のもの。

### 主人公
犬屋敷 壱郎（いぬやしき いちろう）
声 - 小日向文世 / 演 - 木梨憲武
本作品の主人公。妻と高校生の娘、中学生の息子がいる58歳だが、娘の友達に「おじいちゃん？」と聞かれるほど、白髪に皺だらけの老け顔の冴えないサラリーマン。なぜかほぼ常に小刻みに震えている。正義感は強いが温厚かつ内向的な性格で、やや卑屈な面もある。社会から疎外されたような人生を歩み、最愛の家族からも疎まれ、やるせない日々を過ごす。理不尽な目に遭っている人を見ると怒りに燃えるが、それと同時に自分が無力という現実に耐えるしかなかった。追い打ちをかけるかのように健康診断で胃ガンが発覚、余命3か月と宣告され絶望する。
愛犬・はな子との散歩中に非常に小さな宇宙人の事故に巻き込まれて死亡するが、兵器ユニットを搭載された機械の身体として蘇る。日常の中で自身の異常に気付き、機械の身体となったことを知ると自分の存在意義に悩むが、ホームレス狩りを行う少年たちを撃退したことで、ホームレスに感謝され自分が生きている人間であることを実感する。そうして人助けに自分の存在意義を見出す。
現代医療では助からない重病人や怪我人を完治させる能力に気付いてからは、休日の病院に潜入して重病人を治して周り、ネットで「謎の奇跡の人」として評判になる。そのニュースを安堂が偶然知ることで彼と知り合う切っ掛けとなり、意気投合し安堂の友人となる。
機械としての自身の能力については、獅子神と比べてまだ未知の部分が多い。ホームレス狩りの少年やヤクザたちと戦闘した際には、途中で意識を失った後に兵器ユニットの自動モードのような状態に入り、気付いた際には全てが終わっていたといった具合であるが、対象を不殺で対処しながら相応の悪行の報いを受ける状態にしている。安堂と知り合ってからは、安堂が獅子神から知り得た情報をたよりに機能について特訓する。しかし機能を使いこなす獅子神の行動を追尾捕捉することができず、獅子神の暴走を許してしまう形となっている。
愛車は原作では2代目マツダ・デミオ、アニメ版では初代トヨタ・ヴィッツ。

獅子神 皓（ししがみ ひろ）
声 - 村上虹郎、藤田奈央（小学生） / 演 - 佐藤健
犬屋敷と同じく非常に小さな宇宙人の事故に巻き込まれ、兵器ユニットを搭載する機械の身体にされた高校生。家族や友人には気の優しい好青年だが、それ以外の人間には全くの無関心という極端な二面性を持つ。
機械の身体であることを自覚すると、イジメられて引きこもりとなっていた親友・安堂を救うために能力を使う。徐々にイタズラの限度を超え、安堂をイジメていた同級生を射殺、ATMの不正操作で大金を引き出すといった過激な行動をとりはじめる。さらには、駅のホームで目撃した飛び込み自殺をきっかけに、自分が生きている人間であることを実感するため、縁もゆかりもない無関係の一家を兵器ユニットの銃撃能力で惨殺する凶悪事件を起こすなど、犬屋敷とは対照的な手段で自分の存在意義を見出す。またこの時一度だけ犬屋敷と対面しており、銃撃能力で犬屋敷を射殺しようとしたが、犬屋敷が無傷だったことに驚愕して飛行能力でその場を去った。
母親が末期の膵臓ガンと知らされると母を失いたくない一心で能力によってガンを治し、殺人をやめようと思い直した矢先、連続殺人事件の犯人であることが警察に発覚。連続殺人事件の犯人として追われるようになってからは好意を持たれていた渡辺の家に身を寄せる。
渡辺に胸中を吐露した際には逆に渡辺に説得され、今まで殺してきた人数分の人助けをしていくことを約束する。数か月間は約束に従い、SNSを通して募った重病人の治癒を行い平穏な日々を過ごしていたが、渡辺の家にSATが投入され渡辺と渡辺の祖母が巻き込まれたことをきっかけに警察署を襲撃、さらに新宿で集団殺戮を行う。その際に犬屋敷と再び対面し、犬屋敷も自分と同じ機械の身体でありながら正反対の手段で生の実感を得ていたことを知る。やり場のない怒りを犬屋敷にぶつけるが、激闘の末に敗北し後頭部と両腕を失い、その後は安堂や渡辺とも疎遠になっていく。巨大隕石衝突の際には犬屋敷と同時に隕石上に現れ、犬屋敷に自らの本心を打ち明けると、身を挺して隕石を破壊した。

### 犬屋敷の家族
犬屋敷 万理江（いぬやしき まりえ）
声 - 西宏子 / 演 - 濱田マリ
犬屋敷の妻。外見は典型的な中年女性。スーパーでパートをしている。気だるい風情で、夫婦仲は冷めているため非協力的である。何かと歯切れが悪い夫の性格もあり小言が多い。しかし、帰ってこない夫に対して「殺されてるんじゃないの？」という不謹慎な発言をした息子をたしなめる程度には気にかけている様子をみせている。夫が機械であることを打ち明けた際には、娘の麻理と共に涙ながらに大切な家族として受け入れた。
犬屋敷 麻理（いぬやしき まり）
声 - 上坂すみれ / 演 - 三吉彩花
犬屋敷の娘。容姿は両親に似ておらず美少女で友人も多く、典型的な今時の女子高生。獅子神と安堂のクラスメイトだが、特に接点はない。幼少期は父を慕っていたが、老けて冴えない外見になった父を疎ましく思っている。団地から一戸建てに引っ越した際に新居を見ても隣の有名漫画家の豪邸と比べて「こんなもんか」と不満を漏らし、犬を飼う際にも希望と違うはな子を見て「かわいくない」と文句を言うなど、ワガママな面を見せる。漫画家を志望しており、父のような平凡な人間には絶対になりたくないという思いと隣家の有名漫画家への敵愾心を密かに燃やしている。
ある日の帰宅時、父がクラスメイトの安堂と一緒にいるところを偶然目撃し尾行したことから父の秘密を知る。さらに進路相談でのやりとりをきっかけに父への態度が徐々に軟化し、父が機械であることを打ち明けた際には涙ながらに大切な家族として受け入れた。
作品中では数少ない美少女キャラであり、2016年8月23日発売の『イブニング』18号で表紙を飾った。

犬屋敷 剛史（いぬやしき たけし）
声 - 朝井彩加 / 演 - 福崎那由他
犬屋敷の息子。中学生。外見は父親似で、父親以上に内向的で卑屈な性格。不良グループからカツアゲされているが言い出せずにいる。友人と下校途中、牛丼店で一人で食事をしている父を見かけた際に友人から「ああいう親父って何が楽しくて生きてるんだろう。家族とかいないのかな」と言われてショックを受ける。弱者が不良たちに絡まれ虐げられている現場を目撃した際には、警察を呼ぼうとする父に対して、「（自分たちのような人間は）隠れて怯えてやり過ごすべき」と言って愕然とさせる。
父が機械であることを打ち明けた際には家族の中で唯一困惑していたが、父が交通事故に巻き込まれた負傷者を治療能力で救う様子を目の当たりにし、ようやく父を受け入れ、親子としても和解した。
はな子（はなこ）
犬屋敷が新居購入を機に動物愛護センターから譲り受けた柴犬系の犬。すでに成犬だが人懐っこく、機械の身体になった犬屋敷にも懐いており、犬屋敷の唯一の心の支え。犬屋敷と獅子神と共に宇宙人の事故に巻き込まれそうになったが、直前に逃げたためことなきを得る。本作品で宇宙人の姿と犬屋敷と獅子神が宇宙人によって機械にされる過程を目撃した唯一の存在である。

### 獅子神の近親者
安堂 直行（あんどう なおゆき）
声 - 本郷奏多、北川里奈（小学生） / 演 - 本郷奏多
獅子神の幼馴染。あだ名は名前を音読みした「チョッコー」。不良の同級生からのイジメが原因で引きこもっていたところ、獅子神に助けられる。当初は獅子神の超常的な力を目の当たりにしても興味本位から信頼感を持っていたが、やがて彼の異常性に困惑、彼が自分をイジメていた同級生たちを射殺したのを見せられるにいたり、連続一家惨殺事件の犯人であることも察知し、絶交する。
ネットで静かな話題になっていた「病院に潜入しては重病人を救う謎の奇跡の人」の記事を見つけたことが切っ掛けで、獅子神と同じ能力を持つ犬屋敷の存在に気付き、嘘の助けを求める叫びで彼を呼び出すと獅子神を止めるよう依頼。犬屋敷が獅子神と正反対の理由で生きている意義を見出していることに感動し、また能力を使いこなせていないことを知ると、獅子神の能力から知りえた情報を頼りに犬屋敷のアシスタント役を買って出るようになり、犬屋敷の友人となった。犬屋敷のことを「自分が会った中で誰よりも人間らしい人間」と本人に涙ながらに告げている。

渡辺 しおん（わたなべ しおん）
声 - 諸星すみれ / 演 - 二階堂ふみ
獅子神のクラスメイトの女子。クセ毛の髪の特徴から獅子神を含む男子生徒から「チンゲ」とあだ名されている。内向的だが優しい性格。両親はガンで他界しており、祖母と二人暮らし。
イジメにあっていた安堂を助けた姿に惚れて獅子神に告白した。獅子神が連続一家惨殺事件の犯人として追われているとは思っていなかったため自宅に匿う。獅子神に真実を明かされ、機械の身体と能力を見せつけられて激しく動揺するが、それ以上に彼がいなくなることに耐えられず傍にいてほしいと懇願。獅子神を説得して今まで殺してきた人数分人助けをしていくことを約束させる。その後、再び殺人を始めた獅子神に対しても懸命に説得し続けるが、自身と祖母のことのみ気遣う獅子神にその思いが届くことは無かった。後に安堂から獅子神がしおんを救うために隕石を破壊したことを告げられ、彼の真意を知る。

獅子神 優子（ししがみ ゆうこ）
声 - 加藤有生子 / 演 - 斉藤由貴
獅子神の母。夫とは離婚しており皓との二人暮し。皓の心の支え。一般的な道徳観を持っており、皓に自分が犯人ならどうするかという問いに対し、一緒に死ぬと答えた。その言葉が皓の人格に多少の変化をもたらすこととなる。
末期の膵臓ガンと診断されるが、皓の治癒能力によってガン細胞は消滅する。その後、束の間の幸せを手にするが、彼を追う警察が自宅に詰め寄せたことにより、自分の息子が連続一家惨殺事件の犯人であったことを知ってしまう。皓が逃亡した後はネット上での誹謗中傷や連日マスコミによる取材、そして何よりも凶悪犯の母となってしまった良心の呵責に耐えきれず、前述の発言通り自ら命を絶った。
獅子神の父
声 - 白熊寛嗣 / 演 - 渋川清彦
名前は不明。離婚後は別の女性と再婚、2人の子供がいる。離婚後も皓とは釣りへ行く約束や自宅に招くなど親子水入らずの関係にある。実の息子が連続一家惨殺事件の犯人であると発覚し元妻の自殺に関して取材を受けていた最中、皓が取材をしていたマスコミを襲撃。その場で撃たないよう懇願し一命をとりとめる。
渡辺の祖母
声 - 谷育子
名前は不明。孫娘であるしおんと二人暮ししている。テレビをほとんど見ていないこともあり、獅子神がただの家出した少年だと思い、連続一家惨殺事件の犯人であったことを知らなかった。自宅にSATが獅子神を捕えるため投入された際に巻き込まれるが、獅子神によってしおんと共に助け出される。

### その他
井上 ふみの（いのうえ ふみの）
声 - 金元寿子
弁当屋で働く美女。背が低いことを気にしている。鮫島に気に入られたことで拉致されてしまい、覚醒剤を注射された上に強姦されそうになるが、日本刀で鮫島の手を斬りつけ逃走。悟の待つ自宅に帰るが再び鮫島に拉致されてしまう。鮫島含め暴力団を壊滅させた犬屋敷に助けられ、無事に悟の元へ帰る。
悟（さとる）
声 - 阪口大助
ふみのの彼氏。美人のふみのとは対照的に冴えない見かけだが、誠実な性格。ふみのが拉致されそうになった際には非力ながらも逃げずに何とか活路を見出そうとするが、苛立った鮫島に首を絞められ心肺停止に陥る。その後、駆け付けた犬屋敷によって蘇生し、無事に助けられたふみのを迎え入れる。
鮫島（さめじま）
声 - 黒田崇矢
特定危険指定暴力団「講談会」系幹部。残忍非道な性格で、自らの欲求を満たすためなら手段を選ばない。目をつけた女性を拉致し薬漬けにし強姦、死亡したら遺棄を繰り返していた極悪人。ふみのに日本刀で手首を斬られ大量出血を起こしても問題なく活動が可能なほど屈強な肉体を持つ。両刀遣いであり、サウナで自分に反抗的な態度をとった男に自分のものをフェラさせた。
逃げられたふみのに執着して再び拉致、悟を殺害した上、犬屋敷を銃で撃ち停止させる。その後、復帰し暴力団の会合に乗り込んできた犬屋敷を迎え撃つが、今度は銃でも刃が立たず、殴られて倒れる。さらに自動モードに入った犬屋敷の攻撃によって眼球と頸椎を破壊され、今までの非道を悔いながら生きるよう宣告される。しかしそのような状態でもなぜ犬屋敷に自分が闘って負けたことと自分を攻めて来た理由が分からず、自分のした悪事を反省した素振りは最後まで一切見せなかった。
仲尾（なかお）
声 - 渋谷はるか
ガンを患っている女性会社員。痛み止めの薬を飲みながら、生きることを渇望する日々を送っていた。SNSで治療希望者を募っていた獅子神のアカウントを見つけ、半信半疑ながらもメッセージを送る。
奈緒（なお）
声 - ブリドカットセーラ恵美
犬屋敷麻理の友人。麻理と放課後に出かけている最中、獅子神の大量虐殺に巻き込まれてしまう。
アニメ版ではフルネームが「バゲルザット奈緒」となっている。
ミヤノ
声 - 西脇保 / 演 - 生瀬勝久
ニュースキャスター。獅子神が乱射事件を起こした際にテレビ番組を通して避難を促していたが、生放送中に獅子神からの電話に出たことによって殺されてしまう。アニメ版や原作では露骨にミヤネ屋に似せているが、実写映画版では普通のワイドショーのようになっている。
大統領
声 - ビル・フレミング
合衆国大統領。獅子神を凶悪なテロリストとして名指しで批判し破壊を宣言。その後、目前に迫った巨大隕石の衝突を阻止することができず、緊急会見を開き非常事態宣言を行う。

## 兵器ユニット
＊が表示されたものは実写映画では未使用。
事故により破壊された犬屋敷と獅子神を復元するために異星人が流用した機械兵器。素材や原理については不明だが、全身の表面は人間本人の皮膚や毛髪との判別が非常に難しい組織で覆われ、レントゲン撮影では内部を可視化できない。注射針やカッターナイフの刃、空中からの落下、被弾や殴打による衝撃は伝わるものの対物ライフルにすら耐える耐久力を持つ。消化機能が無く飲み物は体内でエネルギーになるのに対し食べ物を体内に入れた際は腕から噴出する様になっている。更に視力も高くなり犬屋敷は皮肉にも兵器ユニットを搭載された事で眼鏡が不必要になった。
銃撃能力
人差し指を向けた状態で「ばんっ」と叫ぶと、銃のような不可視攻撃が可能。さらに同じ状態で「だだだだだっ」と叫ぶとマシンガンのように連続発射することもできる。狙撃も可能で射程は10km以上に及ぶ。後述の能力と併用することで、体内に埋め込まれたカメラとあらゆる電子機器のディスプレイを経由して遠隔地にいる対象への攻撃も可能。
爆撃能力
両腕内部および背中に搭載された兵器から無数の光線を射出して攻撃する。照準は目視（内蔵カメラ）で行われ、自動モードの場合は威力が補正されピンポイントで着弾するものの、任意の場合は精度が落ちるうえに破壊規模が大きくなりがちである。腕からの射出の際は直前にプラズマが発生する。実写映画では背中の銃口は小型化、丸型に変更されている。
ハッキング能力
テレビ放送や警察無線の傍受、ATMやSNSや監視カメラへのクラッキング、放送周波数帯を掌握することで街頭ビジョンや家庭用テレビやスマートフォンへの電波ジャックが可能。
遠隔操作能力
手をかざすだけで思いのままに機械を遠隔操作することが可能。テレビのチャンネル切り替えから、自動車の運転や大型旅客機の操縦、さらには宇宙ステーションの操作まで行える。
飛行能力
背中に内蔵されたロケットエンジンの展開・噴射による飛行が可能。地球上での飛行はもちろん大気圏突入や宇宙空間での移動もできる。離陸時に大きな運動エネルギーが生じるため、離陸地点の箇所はクレーター状に減り込む。服を着用したまま飛ぶとエンジン展開により服が破けてしまう欠点がある。
治癒能力
手をかざすだけで軽度の創傷から現代医学では治療が困難な病気まで治すことができる。ただし心肺停止からの蘇生はできないため、心臓マッサージが必要となる。
通話能力
人差し指の爪が開くようになっており、指先からスキャンした入出力ポートを再現し、そこへ接続するとスマートフォンの全機能を体内へ移し替えることができる。着信時には着信音が頭の中で流れ視界内に連絡相手の顔と電話番号が表示される。通話は体内通信で行う。
自動モード＊
意識を失うと体内の兵器ユニットマークが光り自動操縦状態に切り替わり、頭部から出現するカメラで視認した対象を無力化、または自身がエネルギー切れになるまで攻撃を継続する。同じ自動モードでも、犬屋敷の場合は対象を戦意喪失に留めるのに対し、獅子神の場合は対象を全滅するまで攻撃し続ける。また犬屋敷の初めての自動モードでホームレスを救済した際はホームレス狩りを行っていた8人の少年達の顔と名前をインターネットとTVに公表し8人の少年達の人生を終わらせる報いも行った。
エネルギー能力
エネルギー源は水であることが示唆されている。エネルギー切れを起こすと喉が渇き真面に動けなくなり、何かを飲んで喉を癒すと動ける様になる。主に自動モードに入った際にエネルギー切れを起こす。ビールや缶ジュース、さらには雨水や川の水など、水であれば成分にかかわらずエネルギー源として利用可能（実写映画版では塩分を含むものを除く。作中ではみそ汁、スポーツ飲料など）水以外の成分は摂取しても消化や吸収されず体内に残る。
シミュレーション能力＊
その場で視認した対象を瞬時に観測・測定し、推論した行動の結果を確認することが出来る。
自爆能力＊
両目がスイッチになっており、両目を同時に押すとカウントが入り自爆する。

## 書誌情報
- 奥浩哉『いぬやしき』講談社〈イブニングKC〉、全10巻
  1. 2014年5月23日発売[7]、ISBN 978-4-06-354517-3
  2. 2014年10月23日発売[8]、ISBN 978-4-06-354541-8
  3. 2015年2月23日発売[9]、ISBN 978-4-06-354556-2
  4. 2015年7月23日発売[10]、ISBN 978-4-06-354580-7
  5. 2015年11月20日発売[11]、ISBN 978-4-06-354596-8
  6. 2016年4月22日発売[12]、ISBN 978-4-06-354616-3
  7. 2016年8月23日発売[13]、ISBN 978-4-06-354633-0
  8. 2017年1月23日発売[14]、ISBN 978-4-06-354655-2
  9. 2017年5月23日発売[15]、ISBN 978-4-06-354668-2
    - カラーコミック付き特装版：同日発売[16]、ISBN 978-4-06-362362-8

  10. 2017年9月22日発売[17]、ISBN 978-4-06-354688-0
- 奥浩哉『いぬやしき』講談社〈講談社プラチナコミックス〉
  - 「私は機械編」2018年4月18日発売[18]、ISBN 978-4-06-511584-8
  - 「慟哭の獅子神編」2018年4月25日発売[19]、ISBN 978-4-06-511585-5
  - 「宣戦布告編」2018年5月1日発売[20]、ISBN 978-4-06-511586-2
  - 「誰が為に編」2018年5月9日発売[21]、ISBN 978-4-06-511587-9

## テレビアニメ
2017年10月より12月までフジテレビ「ノイタミナ」ほかにて放送された。

### スタッフ
- 原作 - 奥浩哉[23]
- 総監督 - さとうけいいち[23]
- 監督 - 籔田修平[23]
- シリーズ構成・脚本 - 瀬古浩司[23]
- キャラクターデザイン - 恩田尚之[23]
- 美術設計 - 中村豪希
- 色彩設計 - 三笠修
- CG監督 - 岩﨑浩平
- 撮影監督 - 淡輪雄介
- 編集 - 廣瀨清志
- 音楽プロデューサー - 佐野弘明、舩橋宗寛
- 音楽 - 池頼広
- 音楽製作 - フジパシフィックミュージック
- 音響監督 - 田中亮
- チーフプロデューサー - 高瀬透子、三宅将典
- プロデューサー - 松尾祐、松本美穂
- クリエイティブプロデューサー - 大塚学
- アニメーションプロデューサー - 増田克人
- アニメーション制作 - MAPPA[23]
- 製作 - アニメ『いぬやしき』制作委員会（フジテレビ、アニプレックス、講談社、DMM Pictures、電通）[23]

### 主題歌
オープニングテーマ「My Hero」
作詞 - Kamikaze Boy, Jean-Ken Johnny / 作曲 - Kamikaze Boy / 編曲 - MAN WITH A MISSION, Kohsuke Oshima / 歌 - MAN WITH A MISSION
エンディングテーマ「愛を教えてくれた君へ」
作詞 - 内田旭彦、森彩乃 / 作曲 - 内田旭彦 / 編曲 - 岸利至、クアイフ / 歌 - クアイフ

### 各話リスト
| 話数 | サブタイトル | 絵コンテ     | 演出                                | 作画監督                                                                                                | 総作画監督                          |
| ---- | ------------ | ------------ | ----------------------------------- | --- | ----------------------------------- |
| #01  | 犬屋敷壱郎   | 籔田修平     | 籔田修平                            | 鎌田晋平 近藤圭一                                                                                       | 鎌田晋平                            |
| #02  | 獅子神皓     | 宍戸淳       | 山田弘和                            | 青野厚司 杉野信子 長岡康史 児玉健二 奥田哲平                                                            | 羽田浩二                            |
| #03  | 安堂直行     | 山川ふかし   | 相浦和也                            | 村山公輔 北山修一 杉野信子 恩田尚之                                                                     | 羽山賢二                            |
| #04  | 鮫島         | 山川ふかし   | 伊藤達文                            | 石田千夏 岩瀧智 恩田尚之 長岡康史 松本昌代                                                              | 鎌田晋平                            |
| #05  | 獅子神優子   | サトウシンジ | 後藤康徳                            | 近藤圭一 加藤雅之 首藤武夫 長岡康史 石田千夏 児玉健二                                                   | 羽田浩二                            |
| #06  | 2chの人たち  | 山川ふかし   | 山田弘和                            | 青野厚司 杉野信子 首藤武夫 川崎玲奈 松本昌代 加藤雅之                                                   | 羽山賢二                            |
| #07  | 渡辺しおん   | 西本由起夫   | 下司泰弘                            | 松本昌代 近藤圭一 加藤雅之 長岡康史 石田千夏 北山修一 阿比留隆彦 青野厚司                               | 恩田尚之 羽山賢二 羽田浩二          |
| #08  | 犬屋敷麻理   | 寺岡巌       | 山田弘和 松田清 橋口淳一郎 首藤武夫 | 岩瀧智 恩田尚之 鎌田晋平 首藤武夫 長岡康史 杉野信子                                                     | 鎌田晋平                            |
| #09  | 新宿の人たち | 相浦和也     | 後藤康徳                            | 恩田尚之 松本昌代 近藤圭一 加藤雅之 長岡康史 石田千夏 青野厚司 長岡康史                                 | 羽山賢二 羽田浩二 鎌田晋平          |
| #010 | 東京の人たち | 伊藤達文     | 伊藤達文                            | 岩瀧智 首藤武夫 高田陽介 北山修一 青野厚司 近藤圭一 加藤雅之 長岡康史 児玉健二                          | 羽山賢二 羽田浩二 鎌田晋平          |
| #011 | 地球の人たち | 柴山智隆     | 松田清                              | 青野厚司 秋田学 石田千夏 岩瀧智 加藤雅之 北山修一 近藤圭一 首藤武夫 杉野信子 高田陽介 長岡康史 松本昌代 | 恩田尚之 羽山賢二 羽田浩二 鎌田晋平 |

### 放送局
| 放送期間                       | 放送時間                     | 放送局             | 対象地域       | 備考     |
| ------------------------------ | ---------------------------- | ------------------ | -------------- | -------- |
| 2017年10月13日 - 12月22日      | 金曜 0:55 - 1:25（木曜深夜） | フジテレビ         | 関東広域圏     | 製作参加 |
|                                |                              | 岩手めんこいテレビ | 岩手県         |          |
|                                |                              | さくらんぼテレビ   | 山形県         |          |
|                                | 金曜 1:20 - 1:50（木曜深夜） | 秋田テレビ         | 秋田県         |          |
|                                | 金曜 1:30 - 2:00（木曜深夜） | テレビ愛媛         | 愛媛県         |          |
|                                |                              | 長野放送           | 長野県         |          |
|                                | 金曜 1:35 - 2:05（木曜深夜） | テレビ静岡         | 静岡県         |          |
|                                | 金曜 1:45 - 2:15（木曜深夜） | 新潟総合テレビ     | 新潟県         |          |
|                                |                              | テレビ熊本         | 熊本県         |          |
|                                | 金曜 1:55 - 2:25（木曜深夜） | 福島テレビ         | 福島県         |          |
|                                |                              | 関西テレビ         | 近畿広域圏     |          |
|                                |                              | テレビ新広島       | 広島県         |          |
|                                |                              | テレビ西日本       | 福岡県         |          |
|                                | 金曜 2:00 - 2:30（木曜深夜） | 鹿児島テレビ       | 鹿児島県       |          |
|                                |                              | 仙台放送           | 宮城県         |          |
|                                | 金曜 2:10 - 2:40（木曜深夜） | 東海テレビ         | 中京広域圏     |          |
| 2017年10月14日 - 12月23日      | 土曜 0:55 - 1:25（金曜深夜） | サガテレビ         | 佐賀県         |          |
| 2017年10月16日 - 2018年1月22日 | 月曜 1:15 - 1:45（日曜深夜） | 北海道文化放送     | 北海道         |          |
| 2017年11月14日 - 2018年1月30日 | 火曜 1:25 - 1:55（月曜深夜） | 山陰中央テレビ     | 鳥取県・島根県 |          |

| 配信期間                  | 配信時間                  | 配信サイト         | 備考                                  |
| ------------------------- | ------------------------- | ------------------ | ------------------------------------- |
| 2017年10月13日 - 12月22日 | 金曜 1:55（木曜深夜）更新 | Amazon Prime Video | 第1話は10月12日（木）0:00から先行配信 |

### Blu-ray & DVD
| 巻   | 発売日        | 収録話         | 規格品番           | 規格品番           |
| 巻   | 発売日        | 収録話         | BD限定版/通常版    | DVD限定版/通常版   |
| ---- | ------------- | -------------- | ------------------ | ------------------ |
| 上巻 | 2018年1月24日 | 第1話 - 第5話  | ANZX-14211 - 14213 | ANZB-14211 - 14216 |
| 下巻 | 2018年4月25日 | 第6話 - 第11話 | ANZX-14214 - 14213 | ANZB-14214 - 14216 |

| フジテレビ ノイタミナ | フジテレビ ノイタミナ | フジテレビ ノイタミナ |
| 前番組                | 番組名                | 次番組                |
| --------------------- | --------------------- | --------------------- |
| DIVE!!                | いぬやしき            | 恋は雨上がりのように  |

## 映画
2018年4月20日に公開された。監督は佐藤信介、主演は木梨憲武。
第36回ブリュッセル国際ファンタスティック映画祭で、インターナショナルコンペティション部門のグランプリにあたる、ゴールデン・レイヴン賞を受賞。

### キャスト (映画)
- 犬屋敷壱郎 - 木梨憲武
- 獅子神皓 - 佐藤健
- 安堂直行 - 本郷奏多
- 渡辺しおん - 二階堂ふみ
- 犬屋敷麻理 - 三吉彩花
- 犬屋敷剛史 - 福崎那由他
- ミヤノ - 生瀬勝久
- 犬屋敷万理江 - 濱田マリ
- 獅子神優子 - 斉藤由貴
- 萩原刑事 - 伊勢谷友介
- 石丸謙二郎
- 大高洋夫
- 山本浩司
- 中村綾
- 信太昌之
- 相島一之
- 飯田基祐
- 五味多恵子
- 飯尾和樹
- 野間口徹
- 獅子神の父 - 渋川清彦
- 河井青葉
- 池上紗理依
- ウダタカキ
- 安藤美優
- ぼくもとさきこ
- 水石亜飛夢
- 島ゆいか
- 大西礼芳

### スタッフ (映画)
- 原作 - 奥浩哉『いぬやしき』（講談社「イブニング」所載）
- 監督 - 佐藤信介
- 脚本 - 橋本裕志
- 音楽 - やまだ豊
- 製作 - 石原隆、市川南、吉羽治
- エグゼクティブプロデューサー - 臼井裕詞
- プロデューサー - 梶本圭、甘木モリオ
- 撮影監督 - 河津太郎
- 美術監督 - 斎藤岩男
- 録音 - 横野一氏工
- GAFFER - 小林仁
- 編集 - 今井剛
- 助監督 - 李相國
- ラインプロデューサー - 宿崎恵造
- アソシエイトプロデューサー - 片山怜子
- CGプロデューサー - 豊嶋勇作、鈴木伸広
- VFXスーパーバイザー - 神谷誠、土井淳
- GAFFER - 小林仁
- ポスプロプロデューサー - 大屋哲男
- VFXプロデューサー - 道木伸隆
- DIプロデューサー・カラーグレーター - 齋藤精二
- コンセプトデザイン - 田島光二
- アクションコーディネーター - 下村勇二
- スクリプター - 田口良子
- 装飾 - 石上淳一
- 衣装 - 宮本まさ江
- ヘアメイク - 本田真理子
- 犬屋敷特殊メイクデザイン・特殊造形 - 藤原カクセイ
- 製作担当 - 菱川直樹
- 配給 - 東宝
- 制作プロダクション - シネバザール
- 製作 - 映画「いぬやしき」製作委員会（フジテレビジョン、講談社、東宝）

### 主題歌 (映画)
MAN WITH A MISSION「Take Me Under」
作詞 - Jean-Ken Johhny / 作曲 - Jean-Ken Johhny （Sony Music Labels)
「MAN WITH A MISSION - Take Me Under」 - YouTube